# Фічора Іван Васильович
Фічора Іван Васильович (18 липня 1939, с. Синевир Міжгірського району Закарпатської області) — кандидат педагогічних наук, заслужений працівник освіти України, професор, декан художньо-графічного факультету Прикарпатського національного університету імені Василя Стефаника.

## Біографія
Випускник Хустського технікуму культури (1959), Івано-Франківського педагогічного інституту ім. В. Стефаника (1969).
Працював викладачем, заступником директора Івано-Франківського професійно-технічного училища № 3.
Викладач, доцент, заступник декана, декан художнього факультету, професор кафедри теорії та методики початкової освіти Прикарпатського університету. Кандидат педагогічних наук (1983), професор (1998).
Створив музей Марка Черемшини та музей народного мистецтва. У 1981 році обласним управлінням профтехосвіти був вивчений та поширений досвід роботи педагога на тему «Комплексне використання творів мистецтва під час викладання української літератури».
У 1983 році закінчив аспірантуру відділу естетичного виховання Інституту педагогіки НАПН України та захистив дисертацію на тему «Особливості естетичного виховання учнів середнього ПТУ художньо-промислового профілю».
У 1989 році за сприяння Івана Фічори було створено музей декоративно-прикладного мистецтва.
Активний учасник конференцій, семінарів, обласного товариства «Просвіта».

## Нагороди
- Відмінник профтехосвіти СРСР (1981).
- Ветеран праці (1986).
- Відмінник освіти України (1997).
- Заслужений працівник освіти України (1998).
- Нагороджений медаллю А. С. Макаренка (1990).

## Доробок
Автор близько 100 наукових праць, зокрема:
- «Курс лекцій з декоративноужиткового мистецтва», у співавторстві (1994);
- «Естетичне виховання в професійних училищах художньо-промислового профілю», монографія (1997);
- «Шляхи і засоби естетичного виховання у професійних училищах художньо-промислового профілю» (1999);
- «Особливості естетичного виховання у навчальних закладах художньо-промислового профілю» (2002).